# Colona kodap
Colona kodap är en malvaväxtart som beskrevs av François Gagnepain. Colona kodap ingår i släktet Colona och familjen malvaväxter. Inga underarter finns listade i Catalogue of Life.